# Legges Tor
Der Legges Tor ist ein 1572 Meter hoher Berg im Nordosten des australischen Bundesstaates Tasmanien.
Er liegt im Ben-Lomond-Nationalpark, ist der zweithöchste Berg Tasmaniens und als bekannte Sehenswürdigkeit im Nationalpark beliebt bei Wanderern und Bergsteigern.